# Мисија Хидра
Мисија Хидра је била неуспешна мисија британскe Управe за специјалне операције (СОЕ) послата у Југославију током Другог светског рата да истражи судбину капетана Била Хадсона и да прикупи чињенице о четничком отпору. Два британска припадника Управе за специјалне операције и један официр Југословенског краљевског ратног ваздухопловства су подморницом искрцани у Црној Гори, након чега су ступили у контакт са партизанима. Чланови мисије су одведени у Фочу, где су се сусрели са Титом. Од овога није било никакве користи, јер су британски агенти, заједно са генералом Љубом Новаковићем, напустили партизански штаб и отишли четницима. Ускоро им се изгубио сваки траг, као и велике количине злата и италијанских лира које су носили са собом. Драгољуб Михаиловић је за Атертонов нестанак оптужио партизане, али према послератној историографији, Атертона и његовог пратиоца убио је и опљачкао четнички командант Спасоје Дакић.

## Позадина
Винстон Черчил је јануара 1942. године одобрио слање две мисије у Југославију под шифрованим именима Хидра и Хена.
Чланови мисије су били: мајор Теренс Атертон, капетан краљевског југословенског ваздухопловства Радоје Недељковић и један Ирац радио-телеграфиста, наредник Патрик О’Донован. Они су се искрцали на црногорску обалу 4. фебруара. Прихватили су их партизани из Ловћенског НОП одреда, и допратили је до Главног штаба НОП одреда за Црну Гору, Боку и Санџак, чије је седиште било на Гостиљу. Атертон је изразио жељу да се сретне са Титом, па је мисија 19. мартa стигла у Фочу где се налазио Тито и Врховни штаб.
Атертон је радио у Београду десет година пре рата као слободни новинар, а касније као одговорни уредник листа Југословенски гласник (South Slav Herald). Био је ожењен Муслиманком из Сарајева. Након бекства испред Немаца из Југославије, пријавио се као добровољац британској Управи за специјалне операције.
Ни пре, ни током свог боравка у Фочи, мисија „Хидра“ није успела да успостави радио-контакт са базом у Каиру, вероватно услед квара на уређајима.
Присуство југословенског официра у мисији је имплицирало везу са четницима, због чега је Тито сматрао да они могу бити британски шпијуни. Ипак, британски официри су били одвођени на фронт да покажу да се партизани једино боре против Немаца.
У Фочи су чланови мисије ступили у контакт са генералом краљевске југословенске војске Љубом Новаковићем, који је имао амбицију да организује сопствене групе отпора и нудио сарадњу партизанима.
Тројица чланова мисије изненадно су напустила Фочу 15. априла заједно са генералом Новаковићем без икакве најаве. Генерал Новаковић и капетан Недељковић касније су стигли на територију коју су контролисали Михаиловићеви одреди, а Атертону и Доновану изгубио се сваки траг.
16. априла, Тито је послао поруку Ђиласу, делегату Врховног штаба при Главном штабу за Црну Гору и Боку:
Енглески гости припремили су нам велико изненађење. Ове ноћи нестали су без трага сва тројица, заједно са старом лопужом генералом Новаковићем и још пар цивилних лица. Ја све мислим да су они кренули или према Санџаку или према Црној Гори, иако је она стара генералска лопужа оставила у свом стану једно писмо у коме нам прети са неких 5.000 босанских Срба. Предузмите све и са ваше стране да их задржите ако се појаве на вашој територији
Мајор Захарије Остојић, начелник штаба Истуреног одељења Михаиловићеве Врховне команде, послао је 11. маја следећу поруку Михаиловићу:
Јуче, 10. маја, дошао капетан Недељковић, члан мисије која се искрцала 4. фебруара и била у партизанском ропству до 15. априла. Ослободио је Љубо Новаковић, који упућује покајничко писмо. Енглески мајор Атертон још гори од „Марка“ (надимак за Хадсона) и тражио помоћ за комунисте, али није добио везу са Малтом. Он жели да вас види и пише писмо. Сада је негде у Босни. Има од своје Команде упутство да свим силама мути и подржава борбу против окупатора ... 
Михаиловићево прво реаговање на ове догађаје било је да, као проницљив пропагандни потез, натукне Лондону да су чланове британске групе убили партизани. Он је ово изјавио у једној поруци, датираној 27. маја, у тренутку када су он и британске војне власти у Каиру имале разлога да верују да је Атертон био жив. На крају ове поруке Михаиловић је обзнанио да је он, због ових убистава, „објавио отворен рат свим партизанима“.
Бројни листови и радио-станице прихватили су ову вест у овом облику и пласирали је у јавност.
Ова кампања достигла је врхунац у једном писму југословенског председника владе у Лондону, професора Слободана Јовановића, британском Министарству иностраних послова, с датумом од 31. јула 1942. године, у коме се тврди да су, према једном извештају из Мадрида, „Атертона, брата једног лабуристичког пера, убили партизани, који су се докопали његовог новца намењеног Михаиловићу“.
На подстицај Била Хадсона, шефа британске мисије у Михаиловићевом штабу, а под притиском Лондона, Михаиловић је 20. јуна наредио званичну истрагу о судбини Атертонове мисије, с тим да је спроведе један жандармеријски официр у његовој команди, капетан Узелац. Кратак преглед резултата овог истраживања Хадсон је послао Каиру. Према овој поруци, Атертон и његова група побегли су из Фоче ноћу 15. априла „у пратњи четничког вође Спасоја Дакића“.
... Атертон и његов радио-телеграфиста О’Донован напустили су Челебић 22. априла и пошли ка селу Татаровини. Део пута пратио их је Дакић. После тога нико их више није видео. Дакић, који се доцније појавио у Михаиловићевом штабу са Атертоновим двогледом и носећи његове чизме, вероватно је обојицу убио, узевши велику количину златних фунти које је Атертон носио са собом.
Услед чланака у штампи и вести на радију, партизански штаб био је убеђен да Британци држе партизане одговорним за Атертонову смрт. Мајор Бил Дикин, шеф С. О. Е. мисије Типикал, који је у Титов штаб стигао 28. маја 1943, врло брзо био је суочен са овим питањем.
При нашем првом састанку с Титом Стјуарт и ја били смо суочени са овом верзијом, коју смо могли са сигурношћу да негирамо. 